# Propulsor (arma)

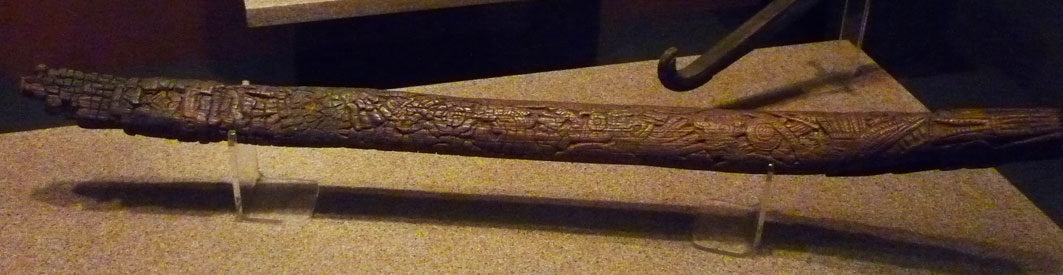
Um átlatl, arma utilizada provavelmente por um guerreiro asteca, atualmente em exibição no Museu Nacional de Antropologia da Cidade do México.

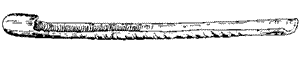
Exemplo de propulsor.

Um propulsor é um dispositivo utilizado para aumentar a velocidade inicial de lançamento de um projétil (flecha, lança, etc.). É constituído geralmente por um bastão de comprimento variável com um gancho em uma das extremidades. O propulsor prolonga o braço humano e multiplica sua força. Era utilizado por diversas culturas do mundo, incluindo povos ameríndios, como os tarairus no Brasil. É também chamado de atlatl em algumas regiões da América e de estólica no Brasil.
O propulsor, estólica, atirador, palheta, lanzadardos ou atlatl foi uma das primeiras armas de arremesso a ser empregada pelo homem e sua presença na Europa data do Paleolítico (dois e meio milhões de anos antes de Cristo a dez mil anos antes de Cristo). As vantagens do propulsor era que a flecha por ele arremessada tinha mais força de impacto do que a flecha atirada por um arco. Também podia ser usada em situações onde uma das mãos estava sendo usada como, por exemplo, pilotando uma canoa ou caiaque e, além de tudo, era muito mais fácil de ser fabricada do que a maioria dos arcos e flechas. Apesar de ser muito efetiva, para ser bem manuseada exigia longo treinamento e por este motivo começou a ser substituída pelos índios das Américas há cerca de dois mil anos pelo arco e flecha, que podia ser usado mesmo por pessoas inexperientes. Outra vantagem do arco e flecha era que o uso da nova arma podia ser feito pelo caçador escondido atrás de arbustos, não denunciando sua presença à presa

## O uso do propulsor pelos nativos das Américas

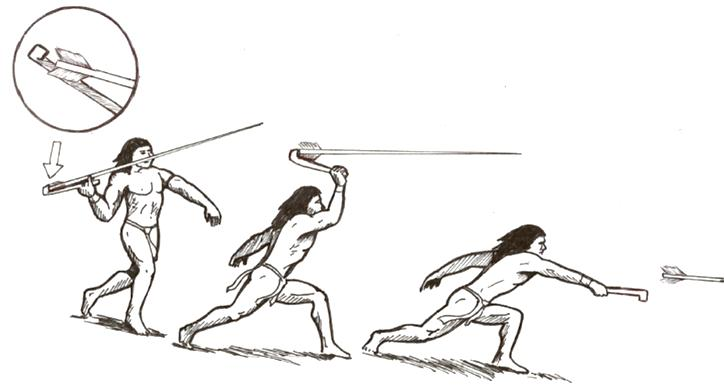
Nativo do Novo Mundo lançando flecha com o propulsor ou estólica.

O propulsor ou estólica foi uma arma muito utilizada pelos nativos do Novo Mundo, mas paulatinamente caiu em desuso, sendo substituída pelo arco e flecha
Os Incas do Peru usavam para pescar, caçar e guerrear a estólica, palheta ou propulsor, arma substituta do arco para arremessar a flecha. Consistia de madeira com cerca de um metro e dez centímetros de comprimento e seis centímetros de espessura apresentado na parte superior um encaixe de osso, onde era fixada uma flecha com o comprimento de cerca de um metro e oitenta centímetros, com ponta de osso com forma de arpão afiado. Seguravam a parte inferior da estólica com a mão direita e arremessavam a flecha nela apoiada, podendo atingir a cabeça de uma tartaruga a cinquenta ou sessenta metros de distância. Índios da Amazônia utilizavam a estólica para pescar .
Esta arma foi muito utilizada por índios da Colômbia, Venezuela, Equador, Peru, Chile, Argentina e Brasil. A partir do século XVII seu uso foi diminuindo no Alto Amazonas sendo substituída por outras armas ou porque as tribos que a adotavam foram extintas.
Já fazia parte do arsenal dos ameríndios antes dos europeus chegarem à América como pelos Astecas do México, Mexica e Maia da Guatemala e do México e indígenas da Colômbia. Índios norte-americanos caçavam com estólica antes de empregarem o arco e flecha.Os Timucuans da Georgia e Florida dos USA faziam grande uso desta arma.
Algumas tribos norte-americanas usavam na flecha da estólica pontas de pedra que, ao atingir o animal, desprendiam-se da haste. Tribos da região Ártica e Subártica empregavam a estólica na caça à baleia.
No século XX os índios amazônicos utilizavam a estólica não como arma, mas como instrumento para um jogo chamado jawari. Nele as pontas das flechas tinham a forma de bola rombuda e relativamente macia que era atirada nas pernas do adversário, que se defendia com um conjunto de varas. Foi transmitido aos povos do alto Xingu pelos Trumái, povo nômade,. O etnólogo Eduardo Galvão fez a seguinte descrição do jogo:
Outro jogo é o que os Kamaiurá chamam de iawari em que é usada a palheta para disparar flechas com ponta de pedra romba. Sua origem é atribuída a uma tribo mítica Panhetá, a qual foi vencida por Kwat, um dos filhos gêmeos de Mavucinim, que dela recebeu a palheta e as flechas do iawari. Disputado por duas tribos, na época da estação seca, requer grande antecedência de preparativos. O jogo propriamente dito consite em atirar uma flecha com a palheta, visando atingir a coxa do adversário, postado a cerca de seis metros de distância e defendido por um feixe de varas. Apesar da ponta romba, as flechas, quando atingem o alvo, machucam bastante.
A prática do arremesso de flecha com a estólica, também conhecida como propulsor, átlat e lanzadardos, hoje é feita em associações em diversos países.  O recorde atingido pela flecha em distância é de 258 metros.